# Mathighatta, Bhadravati
Mathighatta là một làng thuộc tehsil Bhadravati, huyện Shimoga, bang Karnataka, Ấn Độ.